# Ilona Sekacz
Ilona Sekacz (* 6. April 1948 in Blackpool, England) ist eine britische Komponistin.

## Biografie
Ilona Sekacz ist die Tochter einer Polin und eines Engländers. In ihrer Kindheit erlernte sie die Violine und war später Mitglied am National Youth Orchestra of Great Britain. Nach ihrem Studium an der University of Birmingham begann sie für Theateraufführungen zu komponieren. So arbeitete sie unter anderem für die Royal Shakespeare Company und das National Theater in London. Ab 1980 komponierte sie für Fernsehproduktionen und ab 1994 für Kinofilme.
2018 wurde sie in die Academy of Motion Picture Arts and Sciences berufen, die jährlich die Oscars vergibt.

## Filmografie (Auswahl)
- 1986: Der Versicherungsbeamte Dr. K (The Insurance Man)
- 1988: Zu Weihnachten eine Ehefrau (The Christmas Wife)
- 1989: Einer zuviel (The Heat of the Day)
- 1991: Ein Mörder kehrt zurück (Redemption)
- 1995: Antonias Welt (Antonia)
- 1995: Eine unerhörte Affäre (A Village Affair)
- 1997: Under the Skin
- 1997: Mrs. Dalloway
- 1999: Salomon und Gaenor (Solomon and Gaenor)
- 2003: Davids wundersame Welt (Wondrous Oblivion)